# Royal Society of Edinburgh

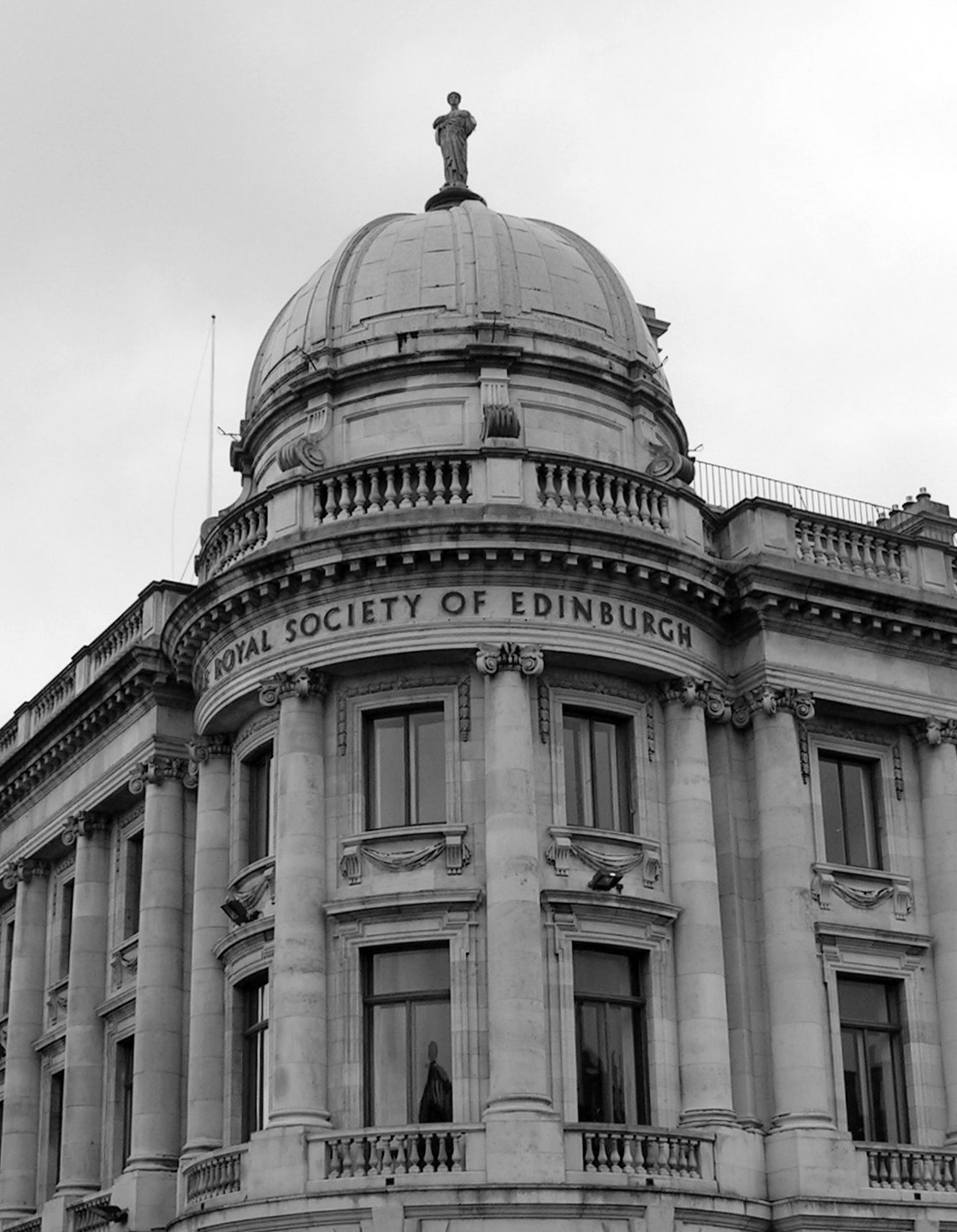
Gebouw van de Royal Society

De Royal Society of Edinburgh is de nationale academie van wetenschappen van Schotland. Het aantal leden is beperkt tot 1400. Leden wordt de officiële titel FRSE (Fellow of the Royal Society of Edinburgh) verleend. Daarenboven worden jaarlijks aanmoedigingspremies verstrekt tot een hoogte van 500.000 pond.

## Geschiedenis
De Royal Society of Edinburgh werd gesticht in 1783. In 1785 verscheen het eerste deel van de Transactions of the Royal Society of Edinburgh, waarin onde andere James Huttons Theory of the Earth gepubliceerd werd. In 1832 werd begonnen met de uitgave van de Proceedings of the Royal Society of Edinburgh.

## Prijzen
Het instituut verleent verscheidene prijzen, waaronder de Keith Medal, sinds 2000 de Royal Medal in diverse deelgebieden, de Wolfson James Clerk Maxwell Award voor elektronica (sinds 2006), de W. S. Bruce Medal und de Neill Medal.

## Publicaties
- Earth and Environmental Science Transactions of the Royal Society of Edinburgh (bis 1980 unter dem Titel Transactions of the Royal Society of Edinburgh: Earth Sciences)
- Proceedings of the Royal Society of Edinburgh A: Mathematics
- Proceedings of the Royal Society of Edinburgh B: Biological Sciences (bis 1996)
- Royal Society of Edinburgh Directory
- Royal Society of Edinburgh Review

## Voorzitters
- 1783–1812: Henry Scott, 3rd duke of Buccleuch
- 1812–1820: Sir James Hall
- 1820–1832: Sir Walter Scott
- 1832–1860: Sir Thomas Makdougall Brisbane
- 1860–1864: George Campbell, 8th duke of Argyll (1823–1900)
- 1864–1868: Sir David Brewster
- 1869–1873: Sir Robert Christison (1797–1882)
- 1873–1878: Sir William Thomson 1st Baron Kelvin
- 1878–1879: Philip Kelland (1808–1879)
- 1879–1884: Lord Moncreiff von Tullibole (1811–1895)
- 1884–1885: Thomas Stevenson
- 1886–1890: Sir William Thomson
- 1890–1895: Sir Andrew Douglas Maclagan (1812–1900)
- 1895–1907: Lord Kelvin
- 1908–1913: Sir William Turner
- 1913–1915: James Geikie
- 1915–1919: John Horne
- 1919–1924: Frederick Orpen Bower
- 1924–1929: Sir James Alfred Ewing
- 1929–1934: Sir Edward Albert Sharpey-Schafer (1850–1835)
- 1934–1939: Sir D’Arcy Wentworth Thompson
- 1939–1944: Sir Edmund Whittaker
- 1944–1949: Sir William Wright Smith
- 1949–1954: James Kendall (1889–1978)
- 1954–1958: James Ritchie (1882–1958)
- 1958–1959: James Norman Davidson (1911–1972)
- 1959–1964: Sir Edmund Hirst
- 1964–1967: James Norman Davidson (1911–1972)
- 1967–1970: Norman Feather (1904–1978)
- 1970–1973: Sir Maurice Yonge (1899–1986)
- 1973–1976: John Cameron, Lord Cameron (1900–1996)
- 1976–1979: Robert Allan Smith (1909–1980)
- 1979–1982: Sir Kenneth Lyon Blaxter (1919–1991)
- 1982–1985: Sir John Atwell (1911–1999)
- 1985–1988: Sir Alwyn Williams
- 1988–1991: Charles Kemball (1923–1998)
- 1991–1993: Sir Alastair Currie (1921–1994)
- 1993–1996: Thomas L. Johnston (1927–2009)
- 1996–1999: Malcolm Jeeves
- 1999–2002: Sir William Stewart (* 1935)
- 2002–2005: Stewart Sutherland, Baron Sutherland of Houndwood
- 2005–2008: Sir Michael Atiyah
- 2008–2011: David Wilson Baron Wilson of Tillyorn
- 2011–2014: John Arbuthnott (* 1939)
- 2014–0000: Dame Jocelyn Bell Burnell